# Homalomena repens
Homalomena repens là một loài thực vật có hoa trong họ Ráy (Araceae). Loài này được Ridl. mô tả khoa học đầu tiên năm 1925.